# Union Deportivo Banda Abou
El Union Deportivo Banda Abou también conocido como Undeba o también UD Banda Abou es un club de fútbol Profesional de Curazao, que representa la región oeste de la isla de Curazao del Municipio de Banda Abou. Fue fundado en 1974 y actualmente participa en la primera división de la liga de Curazao.

## Palmarés

### Torneos nacionales
- Campeonato de las Antillas Neerlandesas: (4)

1985, 1987, 1990, 1996
- Liga de Curazao: (4)

1996, 1997, 2006, 2008

## Resultados en competiciones de la CONCACAF
- Copa de Campeones de la Concacaf: 3 apariciones

Copa de Campeones de la Concacaf 1986 - Segunda ronda, (Región Caribe) Derrotado Por  SV Transvaal 6-2 en el resultado global.
Copa de Campeones de la Concacaf 1988 - Primera ronda, (Región Caribe) Derrotado Por  Montego Bay United FC 5-2 en el resultado global.
Copa de Campeones de la Concacaf 1990 - Primera ronda, (Región Caribe) Derrotado Por  RKV FC Sithoc 3-2 en el resultado global.
- Campeonato de Clubes de la CFU: 1 apariciones

Campeonato de Clubes de la CFU 2007- Primera ronda, Etapa de grupos (Región Caribe) Organizada Por  Waterhouse FC en Jamaica.

## Entrenadores
- Gilmar Pisas 2013-2014
- Henry Caldera 2014-presente